# Dungamal
Dungamal é uma vila no distrito de Khordha, no estado indiano de Orissa.

## Demografia
Segundo o censo de 2001, Dungamal tinha uma população de 6206 habitantes. Os indivíduos do sexo masculino constituem 63% da população e os do sexo feminino 37%. Dungamal tem uma taxa de literacia de 83%, superior à média nacional de 59.5%: a literacia no sexo masculino é de 90% e no sexo feminino é de 70%. Em Dungamal, 9% da população está abaixo dos 6 anos de idade.